# Diocesi di Benda
La diocesi di Benda (in latino Dioecesis Bendensis) è una sede soppressa e sede titolare della Chiesa cattolica.

## Storia
Incerte sono le origini della diocesi di Benda e la sua collocazione geografica. Michel Le Quien, nella sua opera Oriens christianus, non conosce nessuna chiesa Bendensis, e nessun vescovo di questa sede è presente nelle grandi assisi ecumeniche del primo Millennio.
Michel Antoine Baudrand, nella sua Geographia, scrive: «Benda, urbs Macedoniae in Albania regione, episcopalis sub Archiepiscopo Dyrrhachino, nunc in ruinis jacens sub dominio Turcarum; ejus Episcopus commorabutur in castro Mammoli dicte…» Lo stesso autore colloca Benda nei pressi di Croia. Secondo una carta geografica pubblicata nel 1689, la diocesi comprendeva la regione montagnosa nel centro dell'Albania ed era delimitata dalle diocesi latine di Acrida, Croia e Cunavia o Canovia.
La sede è menzionata dalle fonti storiche per la prima volta nel corso del XIV secolo, non più però come diocesi indipendente, ma unita dapprima alla sola diocesi di Stefaniaco e poi anche con quella di Prisca; queste unioni furono causate dall'occupazione turca, che resero la situazione della diocesi instabile e portarono alla fuga della maggior parte dei cattolici.
L'unione con Stefaniaco perdurerà fino alla scomparsa di questa diocesi agli inizi del XVII secolo. Tuttavia, ancora nel 1669 agli arcivescovi di Durazzo era data in amministrazione la sede di Benda.
Qualche anno prima, nel 1640, in una relazione a Propaganda Fide, l'arcivescovo di Durazzo, il francescano Marco Scura, presentando la sua diocesi e quelle da lui amministrate, così descrive la sede di Benda: l'antica cattedrale in pago Moiliti, dedicata a San Giovanni Battista, è ora rasa al suolo; nel borgo episcopale non esiste alcun reddito, alcun ministro di culto, alcun cristiano; le parrocchie erano fra 20 e 27, per un totale di circa 2.000 cattolici residenti nella diocesi, assistiti dalle cure di 8 sacerdoti.
Dal XVIII secolo Benda è annoverata tra le sedi vescovili titolari della Chiesa cattolica; dal 14 marzo 2014 il vescovo titolare è Wilhelm Zimmermann, già vescovo ausiliare di Essen.

## Cronotassi

### Vescovi titolari
- Hieronim Wielogłowski † (22 settembre 1760 - circa gennaio 1767 deceduto)
- Władysław Jan Walknowski † (19 dicembre 1768 - dicembre 1779 deceduto)
- Józef Wojciech Gadomski † (23 settembre 1782 - 23 giugno 1791 deceduto)
- Antonio de Stefano, O.F.M.Conv. † (28 agosto 1849 - 1º novembre 1893 deceduto)
- Francesco Uccelini-Tice † (18 maggio 1894 - 18 marzo 1895 nominato vescovo di Cattaro)
- Jean-Marie Dépierre, M.E.P. † (12 aprile 1895 - 17 ottobre 1898 deceduto)
- Paolo Schirò † (5 febbraio 1904 - 12 settembre 1941 deceduto)
- Maurice Bernard Benoît Joseph Despatures, M.E.P. † (6 settembre 1942 - 26 agosto 1963 deceduto)
- James Edward McManus, C.SS.R. † (18 novembre 1963 - 3 luglio 1976 deceduto)
- Georges Edmond Robert Gilson † (13 luglio 1976 - 13 agosto 1981 nominato vescovo di Le Mans)
- Johannes Bernardus Niënhaus † (15 gennaio 1982 - 5 dicembre 2000 deceduto)
- Tomasz Peta (15 febbraio 2001 - 17 maggio 2003 nominato arcivescovo di Maria Santissima in Astana)
- Vasyl Ivasiuk (28 luglio 2003 - 13 febbraio 2014 nominato eparca di Kolomyja-Černivci)
- Wilhelm Zimmermann, dal 14 marzo 2014